# De nøgne træer
De nøgne træer er en dansk film fra 1991, skrevet og instrueret af Morten Henriksen efter en roman af Tage Skou-Hansen. Filmen foregår under besættelsen og fortæller om den jurastuderende Holger, der er med i en modstandsgruppe og får et erotisk forhold til lederens kone.

## Medvirkende
- Ole Lemmeke
- Lena Nilsson
- Michael Moritzen
- Lars Simonsen
- Joy-Maria Frederiksen
- Waage Sandø
- Søren Sætter-Lassen
- John Hahn-Petersen
- Gordon Kennedy
- Hugo Øster Bendtsen